# Raymond Lambert

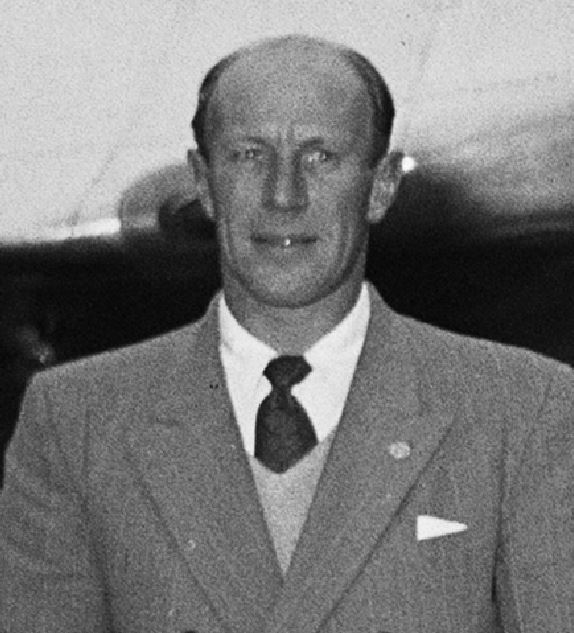
Raymond Lambert (1952)

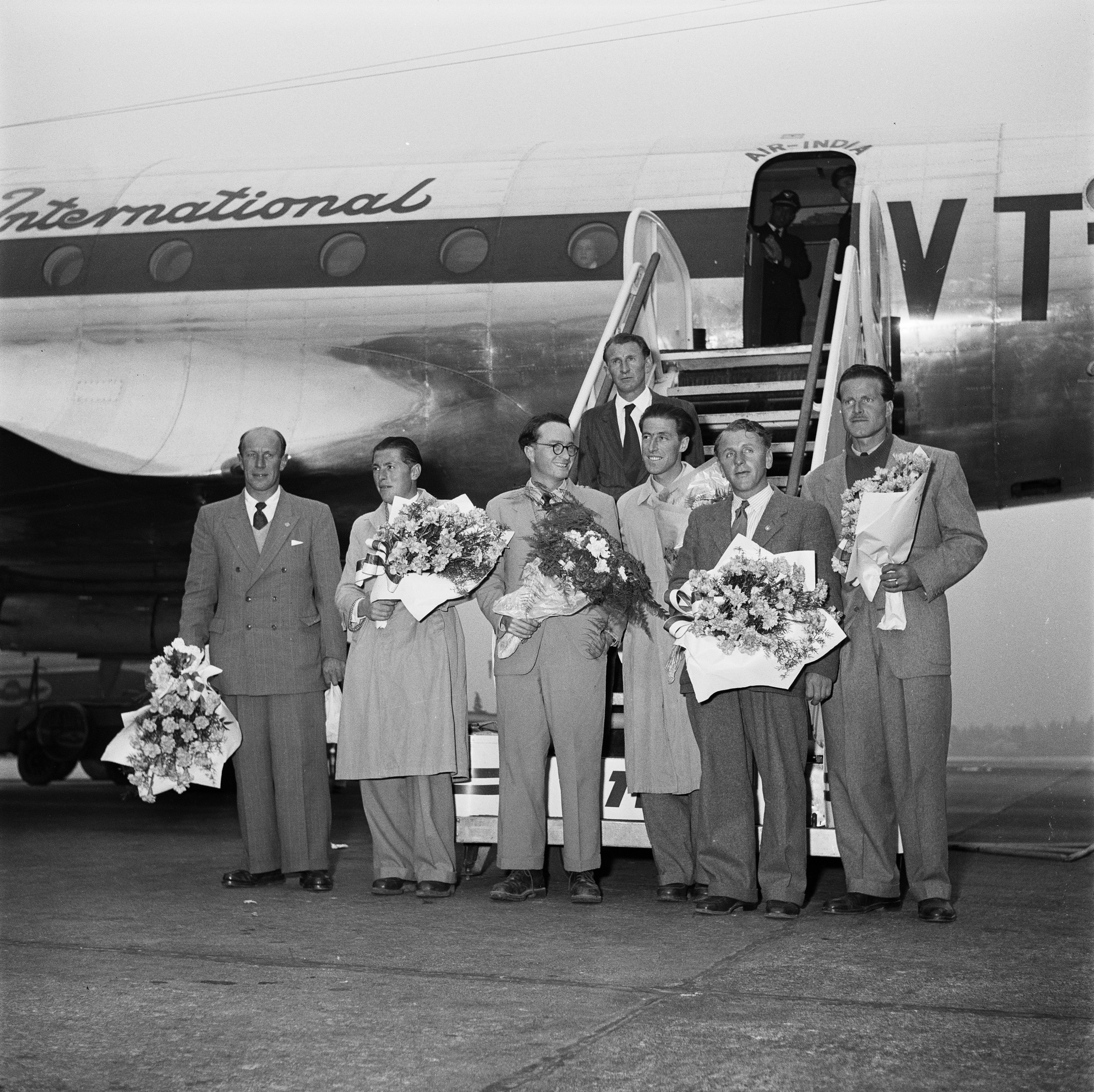
Die Teilnehmer der Schweizer Herbst-Expedition 1952 bei der Rückkehr am Flughafen Genf. Von links: Raymond Lambert, Arthur Spöhel, Gabriel Chevalley, Ernst Reiss, Gustav Gross, Norman Dyhrenfurth. Hinten: Jean Buzio.

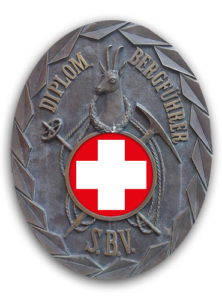
Bergführerabzeichen

Raymond Lambert (* 18. Oktober 1914 in Plainpalais, heute Gemeinde Genf; † 24. Februar 1997 in Genf) war ein Schweizer Bergsteiger und Bergführer. 

## Leben
Raymond Lambert lebte in Genf und begann mit 15 Jahren mit dem Bergsteigen in den Westalpen. Er erwarb 1936 das Skilehrer- und 1937 das Bergführerdiplom. Er verlor 1937 seine Zehen und einige Finger durch Erfrierungen auf dem Mont Blanc, begleitete aber so viele Menschen auf den Gipfel, dass er der erste Bergführer wurde, der sein Geschäft von Genf aus betreiben konnte und nicht von einem abgelegenen Bergaussenposten. 
Er nahm im Laufe seines Lebens an mehreren bedeutenden Expeditionen teil, dabei gelangen einige bedeutende Erstbesteigungen und Erstbegehungen (z. B. Petit Dru, Fissure Lambert). 1952 war er einer der bekanntesten Schweizer Bergsteiger. Die zwei Schweizer Himalaya-Expeditionen 1952, bei denen Lambert und Tenzing Norgay teilnahmen, erkundeten im Frühjahr und Herbst erstmals die Route zum Südsattel und ebneten den Weg für die Erstbesteigung von 1953 durch Tenzing und dem Neuseeländer Edmund Hillary. Am Südgrat des Mount Everest stellte Lambert im Frühjahr 1952 zusammen mit Tenzing einen neuen Höhenweltrekord auf (ca. 8650 m). John Hunt, der Leiter der britischen Mount-Everest-Expedition von 1953, bestätigte, dass die Kenntnisse, die die Schweizer Expedition ein Jahr zuvor gewonnen hatte, für die Planung und Durchführung der erfolgreichen Erstbesteigung unentbehrlich gewesen seien.
1958 begann Lambert mit der Pilotenausbildung und erwarb 1964 das Brevet als Berufspilot. Er bildete sich unter Hermann Geiger und Fernand Martignoni (1929–1982) zum Gletscherpiloten weiter und erhielt 1971 die Qualifikation als Ausbilder für Gletscherpiloten.
1966 gründete Lambert mit dem Piloten Charles Jacquat und dem Aéro-Club die Fluggesellschaft SATA (Société Anonyme de Transport Aérien Genève). Ende 1994 wurde er Ehrenmitglied der Gebirgsfliegergruppe des Aéro-Club de Genève.
Lambert war verheiratet und hatte zwei Kinder.

## Alpinistische Leistungen (Auszug)
- 1952: Mount Everest, 8848 m (Himalaya, Nepal/Tibet). Zwei Schweizer Expeditionen im Frühjahr und Herbst versuchen eine Erstbesteigung von der Südseite. Lambert stellt im Vormonsun mit Tenzing Norgay einen neuen Höhenweltrekord auf (ca. 8650 m).
- 1954: Cho Oyu, 8188 m (Himalaya, Nepal/Tibet). Versuch einer zweiten Besteigung zusammen mit Claude Kogan und anderen wenige Tage nach der Erstbesteigung durch Tichy/Jöchler/Dawa.
- 1955: Yangra Kangri, 7422 m (Ganesh Himal, Nepal/Tibet). Erstbesteigung am 24. Oktober zusammen mit Eric Guachet und Claude Kogan.
- 1959: Distaghil Sar, 7885 m (Karakorum, Pakistan). Erstbesteigungsversuch über den Südwestkamm durch eine Schweizer Expedition unter Leitung von Raymond Lambert.